# Pianoconcert nr. 2 (Ljapoenov)
Het Pianoconcert nr. 2 in E majeur, opus 38 van de Russische componist Sergej Ljapoenov (1859-1924) is een eendelige compositie voor piano en symfonieorkest.

## Geschiedenis
Ljapoenov componeerde zijn tweede pianoconcert in 1909, toen hij vijftig jaar oud was.
Het werk kreeg niet de aandacht die het verdiende, mede omdat Ljapoenov het druk had met een aantal andere zaken. In 1910 was het honderd jaar geleden dat Chopin geboren was. Ljapoenov had hiervoor, net als Balakirev, met wie hij een hechte band had, speciaal een compositie geschreven. Balakirev schreef zijn Chopin Suite; Ljapoenov schreef ter ere van Chopin zijn symfonisch gedicht "Żelazowa Wola" (de geboorteplaats van Chopin), opus no.37. Beide werken werden uitgevoerd op een concert ter ere van Chopin, dat door Ljapoenov gedirigeerd werd in februari 1910. Balakirev overleed niet lang daarna, op 29 mei 1910. Kort daarvoor had hij Ljapoenov gevraagd zijn (Balakirev’s) tweede pianoconcert te voltooien, omdat hij daar zelf te zwak voor was en hij zijn einde voelde naderen. Ljapoenov deed dit op magistrale wijze. In december van datzelfde jaar dirigeerde Ljapoenov in Berlijn het concert dat ter ere van Balakirev gehouden werd, en op het programma stond onder meer diens tweede pianoconcert.

## Tempi
Het werk heeft een deel en kent de volgende tempi:
- Lento ma non troppo
- Allegro molto ed appassionato
- Allegro moderato
- Allegro molto
- Lento ma non troppo
- Allegro molto

## Bespreking
De invloed van Liszt is duidelijk waarneembaar in deze compositie; het concert is gelardeerd met “virtuoze, Lisztiaanse cadenzi”. Het concert begint met het orkest dat onmiddellijk het eerste van de drie verwerkte thema’s inzet. De piano voegt zich na enige tijd op lichte delicate wijze bij het orkest. Hier en daar is een verwijzing te horen naar de verrukkelijke maar slechte prinses Tamara uit het gelijknamige symfonische gedicht van Balakirev en ook de finale van het door Ljapoenov voltooide pianoconcert van Balakirev klinkt op sommige plaatsen door. De thema’s worden op creatieve wijze met vele variaties verklankt.

## Opname
- Hamish Milne, pianist, met Martyn Brabbins als dirigent van het BBC Scottish Symphony Orchestra, opgenomen in 2002 (Hyperion CDA67326).